# Такотна (Аляска)
Такотна (англ. Takotna, верх.-куск.: Tocho’no) — статистически обособленная местность в зоне переписи населения Юкон-Коюкук, штат Аляска, США.

## География
По данным Бюро переписи населения США площадь населённого пункта составляет 60,8 км², из них суша составляет 60,8 км², а водные поверхности — 0 км². Расположен на северном берегу реки Такотна, примерно в 27 км от города Макграт.

## Население
По данным переписи 2000 года население статистически обособленной местности составляло 50 человек. Расовый состав: коренные американцы — 42 %; белые — 58 %. Доля лиц в возрасте младше 18 лет — 36 %; лиц старше 65 лет — 10 %. Средний возраст населения — 34 года. На каждые 100 женщин приходится 92,3 мужчин; на каждые 100 женщин в возрасте старше 18 лет — 77,8 мужчин.
Из 19 домашних хозяйств в 31,6 % — воспитывали детей в возрасте до 18 лет, 36,8 % представляли собой совместно проживающие супружеские пары, 15,8 % — женщины без мужей, 36,8 % не имели семьи. 36,8 % от общего числа хозяйств на момент переписи жили самостоятельно, при этом 0 % составили одинокие пожилые люди в возрасте 65 лет и старше. В среднем домашнее хозяйство ведут 2,63 человек, а средний размер семьи — 3,25 человек.
Средний доход на совместное хозяйство — $14 583; средний доход на семью — $17 500.